# Teresa Ratto
Teresa Ratto (Concepción del Uruguay, Entre Ríos, Argentina, 13 de febrero de 1877-Concepción del Uruguay, 2 de abril de 1906) fue la primera mujer de su provincia en graduarse como médica y la segunda de su país.Militó en el primer centro de estudiantes universitarios argentino y fue miembro fundador del Centro de Universitarias Argentinas, organización donde canalizó gran parte de su activismo feminista. En este lugar también conoció y solidificó una amistad con Cecilia Grierson, primera médica de Argentina. Tras graduarse en 1903 fue designada jefa de vacunación de la Asistencia Pública de Buenos Aires, y trabajó asistiendo a los pacientes de brotes de difteria y viruela.

## Biografía
Teresa Ratto nació en Puerto Viejo, barrio de Concepción del Uruguay, el 13 de febrero de 1877. Sus padres provenían de Génova y fue la segunda hija de un total de quince hermanos. Tras estudiar en la Escuela Normal Mariano Moreno, se propuso cursar la carrera de medicina. Su título de maestra no la habilitaba para asistir a una universidad, por lo que necesitaba primero obtener un bachillerato. Para este momento ninguna mujer había podido ingresar al Colegio del Uruguay, institución fundada por Justo José de Urquiza y orientada a la formación dirigentes políticos varones. Ratto formalizó su solicitud de ingreso ante este colegio y fue auspiciada por el propio rector, José Benjamín Zubiaur, quien a su vez intercedió ante el ministro de Instrucción Pública de la provincia para permitir que el colegio matricule por primera vez a una mujer. Con quince años Ratto ingresó como alumna y se recibió en 1895, transformándose en la primera bachiller de la institución.
Continuó su formación en la Facultad de Medicina de la Universidad de Buenos Aires. Como estudiante fue miembro fundador del primer Centro de Estudiantes de la Argentina en septiembre de 1900. Allí conoció a Cecilia Grierson, compañera de estudios y quien más tarde se convirtió en la primera médica de Argentina. Ambas formalizaron una sólida amistad, y participaron juntas en la fundación del Centro de Universitarias Argentinas, organización estudiantil de impronta feminista. Ratto obtuvo su título en medicina en 1903 y logró así ser la segunda mujer médica de su país tras Grierson, y la primera de su provincia.
Primero en Buenos Aires y luego en Concepción del Uruguay desarrolló una intensa labor en la lucha contra enfermedades infecciosas contagiosas que asolaban la población de entonces. Trabajó mitigando las epidemias de difteria y de viruela, particularmente en los sectores sociales más vulnerables y con menos accesos a recursos. Fue designada jefa de vacunación de la Asistencia Pública de Buenos Aires y terminó su labor como médica en su ciudad natal, Concepción del Uruguay. Para este momento su salud estaba debilitada por las enfermedades contraídas en su juventud y falleció allí de peritonitis en 1906, tres años después de haberse titulado.
A su funeral asistieron Grierson, Zubiaur, representantes del Centro de Estudiantes de Medicina de la Universidad de Buenos Aires, colegas de la Asistencia Pública de Buenos Aires y de Concepción del Uruguay, excompañeros de la Escuela Normal y del Colegio del Uruguay, además de representantes de Centro de Universitarias Argentinas. Su cuerpo reposa en el cementerio municipal de Concepción del Uruguay.
Su historia y pertenencias forman parte de la colección del Museo del Colegio del Uruguay y del Museo Histórico en Concepción del Uruguay, hoy a cargo de sus familiares.

## Reconocimiento
La Cámara de Diputados de la Nación Argentina declaró el año 2006 en Homenaje a Ratto, primera mujer médica de la provincia de Entre Ríos, al cumplirse cien años de su fallecimiento.
Un aula del Colegio del Uruguay y una calle de Concepción del Uruguay llevan su nombre, esta última desde 1975, Año Internacional de la Mujer. Asimismo da identidad al Centro de Estudiantes del Profesorado de la Escuela Normal, de donde egresó en el siglo XIX. Desde 2015 también da nombre al Hospital de la Baxada en Paraná.